# Lea Bošković
Lea Bošković (* 22. September 1999 in Zagreb) ist eine kroatische Tennisspielerin.

## Karriere
Bošković begann mit sieben Jahren mit dem Tennisspielen und bevorzugt Sandplätze. Sie spielt bislang vorrangig Turniere der ITF Women’s World Tennis Tour, wo sie bislang sieben Titel im Einzel und acht im Doppel gewinnen konnte.
Im Juniorinnendoppel der US Open 2017 erreichte sie mit ihrer Partnerin Wang Xiyu das Finale, das sie mit 1:6 und 5:7 gegen Olga Danilović und Marta Kostjuk verloren.
In 2018 und 2020 spielte sie in der kroatischen Fed-Cup-Mannschaft, wo sie bislang in sechs Einzeln dreimal siegreich war.

## Turniersiege

### Einzel
| Nr. | Datum             | Turnier             | Kategorie   | Belag     | Finalgegnerin       | Ergebnis       |
| --- | ----------------- | ------------------- | ----------- | --------- | ------------------- | -------------- |
| 1.  | 9. April 2017     | Tučepi              | ITF $15.000 | Sand      | Lenka Juríková      | 6:3, 1:6, 6:1  |
| 2.  | 18. März 2018     | Hammamet            | ITF $15.000 | Sand      | Isabella Schinikowa | 6:77, 6:3, 6:4 |
| 3.  | 29. April 2018    | Tučepi              | ITF $15.000 | Sand      | Tena Lukas          | 1:6, 6:0, 6:4  |
| 4.  | 28. Juli 2019     | Horb                | ITF W25     | Sand      | Simona Waltert      | 6:4, 0:6, 6:1  |
| 5.  | 15. November 2020 | Scharm asch-Schaich | ITF W15     | Hartplatz | Joanna Garland      | 6:4, 6:4       |
| 6.  | 7. August 2022    | Hechingen           | ITF W60     | Sand      | Noma Noha Akugue    | 7:5, 3:6, 6:4  |
| 6.  | 8. Oktober 2023   | Baza                | ITF W25     | Hartplatz | Alina Tscharajewa   | 6:3, 6:2       |

### Doppel
| Nr. | Datum              | Turnier                 | Kategorie   | Belag             | Partnerin           | Finalgegnerinnen                               | Ergebnis          |
| --- | ------------------ | ----------------------- | ----------- | ----------------- | ------------------- | ---------------------------------------------- | ----------------- |
| 1.  | 22. Oktober 2016   | Bol                     | ITF $10.000 | Sand              | Kaja Juvan          | Mariana Dražić Ani Mijačika                    | 4:6, 7:5, [10:4]  |
| 2.  | 14. Oktober 2017   | Hammamet                | ITF $15.000 | Sand              | Yasmine Mansouri    | Mariana Dražić Isabella Schinikowa             | 1:6, 6:4, [10:6]  |
| 3.  | 7. Juli 2018       | Prokuplje               | ITF $15.000 | Sand              | Veronika Erjavec    | Barbara Bonić Jelena Stojanovic                | 6:0, 3:6, [10:7]  |
| 4.  | 14. September 2019 | Frýdek-Místek           | ITF W25     | Sand              | Despina Papamichail | Oana Georgeta Simion Julia Wachaczyk           | 6:3, 6:2          |
| 5.  | 7. Mai 2022        | Split                   | ITF W25     | Sand              | Veronika Erjavec    | Mana Kawamura Funa Kozaki                      | 4:6, 6:1, [10:2]  |
| 6.  | 21. Mai 2022       | Villach Carinthian Open | ITF W25     | Sand              | Veronika Erjavec    | Miharu Imanishi Kanako Morisaki                | 3:6, 6:3, [11:9]  |
| 7.  | 1. Juli 2022       | Tarvisio                | ITF W25     | Sand              | Veronika Erjavec    | Ilona Georgiana Ghioroaie Oana Georgeta Simion | 6:1, 6:75, [10:7] |
| 8.  | 29. Oktober 2022   | Trnava                  | ITF W25     | Hartplatz (Halle) | Weronika Falkowska  | Lu Jiajing Oana Georgeta Simion                | 7:67, 2:6, [10:6) |

## Abschneiden bei Grand-Slam-Turnieren

### Juniorinnendoppel
| Turnier         | 2016 | 2017 | Karriere |
| --------------- | ---- | ---- | -------- |
| Australian Open | 1    | 1    | 1        |
| French Open     | —    | —    | —        |
| Wimbledon       | —    | 1    | 1        |
| US Open         | —    | F    | F        |

Zeichenerklärung: S = Turniersieg; F, HF, VF, AF = Einzug ins Finale / Halbfinale / Viertelfinale / Achtelfinale; 1, 2, 3 = Ausscheiden in der 1. / 2. / 3. Hauptrunde; nicht ausgetragen